# 奥谷仁
奥谷 仁（おくたに まさし、1951年 - ）は日本の写真家、エッセイスト。徳島市生まれ。

## 来歴
1973年にカメラマンとして女性誌『non-no』でデビュー。主に集英社、講談社、小学館、学研、宝島社、世界文化社等の女性誌を中心に「料理」「インテリア」「タレント」「作家」「旅」「宝石」などのページを担当する。特に学研では「上沼恵美子のおしゃべりクッキング」シリーズの撮影を17年間担当した。
1993年より2年半にわたり『フランス料理大法典』全12巻の撮影のために渡欧。アラン・デュカス、ジュエル・ロビュション、フレデリック・ジラルデ、ミッシェル・トロアグロなど世界的なシェフと組んで撮影をする。
今までに撮影を担当した単行本、ムック本は200冊を越える。
最近では自ら企画、撮影、取材、執筆も兼ねることも多い。特にホテル、旅館など旅に関係する撮影に重点を置き、無人ヘリコプター「ドローン」を駆使して空撮にも力を入れている。
日本写真作家協会（JPA）会員。

## 受賞歴
- 51回毎日広告デザイン賞

## 著書
- 『比良山荘の一年』（集英社）、ISBN 978-4083330964
- 『ソウル・バンコクびっくり屋台うますぎ横丁』（集英社）、ISBN 978-4083331220
- 『こだわり日本旅 誰も知らなかった星野リゾート』撮影（集英社）、ISBN 978-4087807066